# Raducz

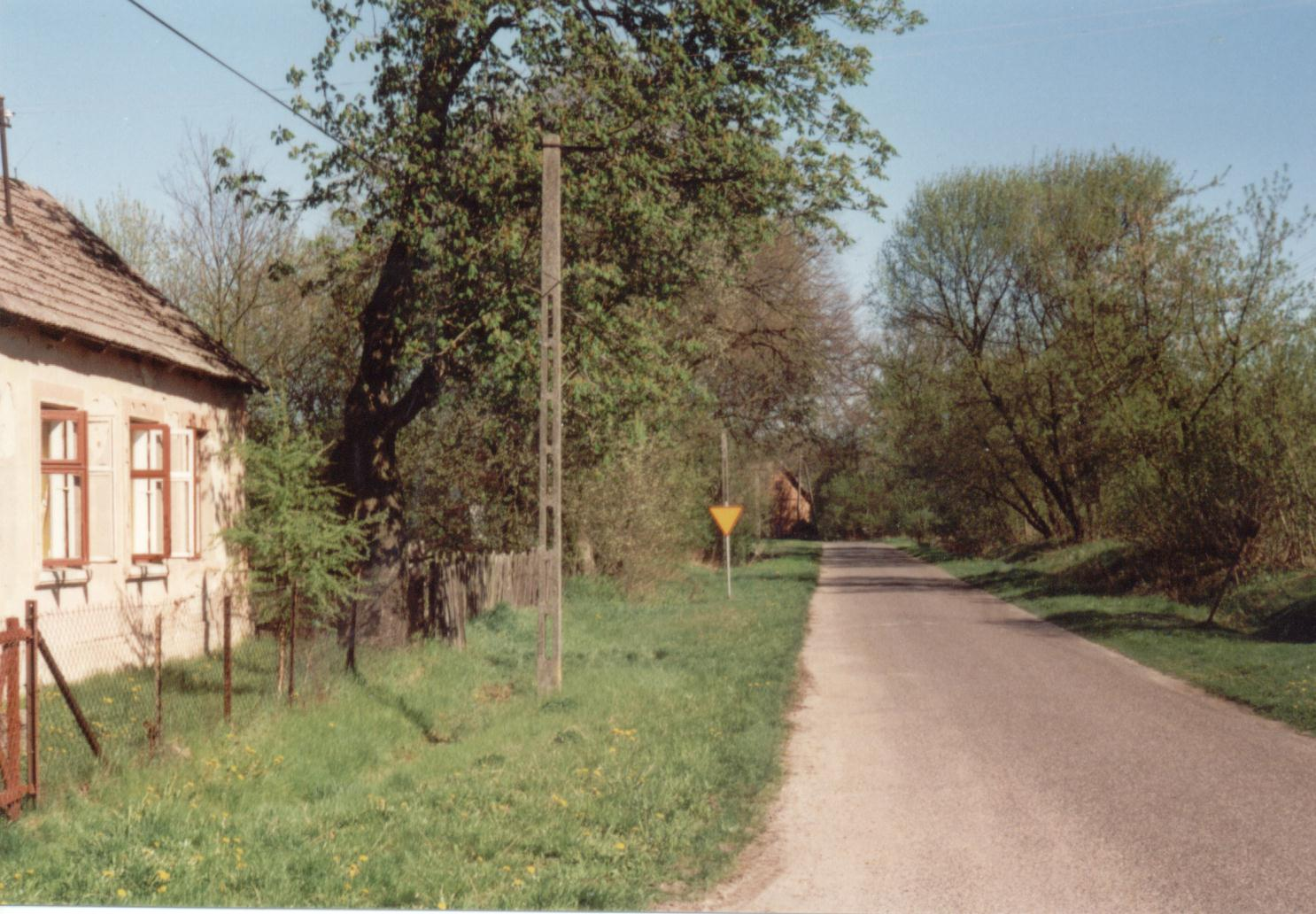
Straße in Raducz

Raducz (deutsch Radutsch) ist ein Dorf in Polen, das der Gemeinde Nowy Kawęczyn (Powiat Skierniewicki) in der Woiwodschaft Łódź angehört. Es liegt im Zentrum des Landes, rund 80 Kilometer südwestlich der Landeshauptstadt Warschau. Das Dorf hat ca. 30 Einwohner.